# HAWE Hydraulik
Die HAWE Hydraulik SE stellt hydraulische Komponenten und Systeme her.

## Geschichte

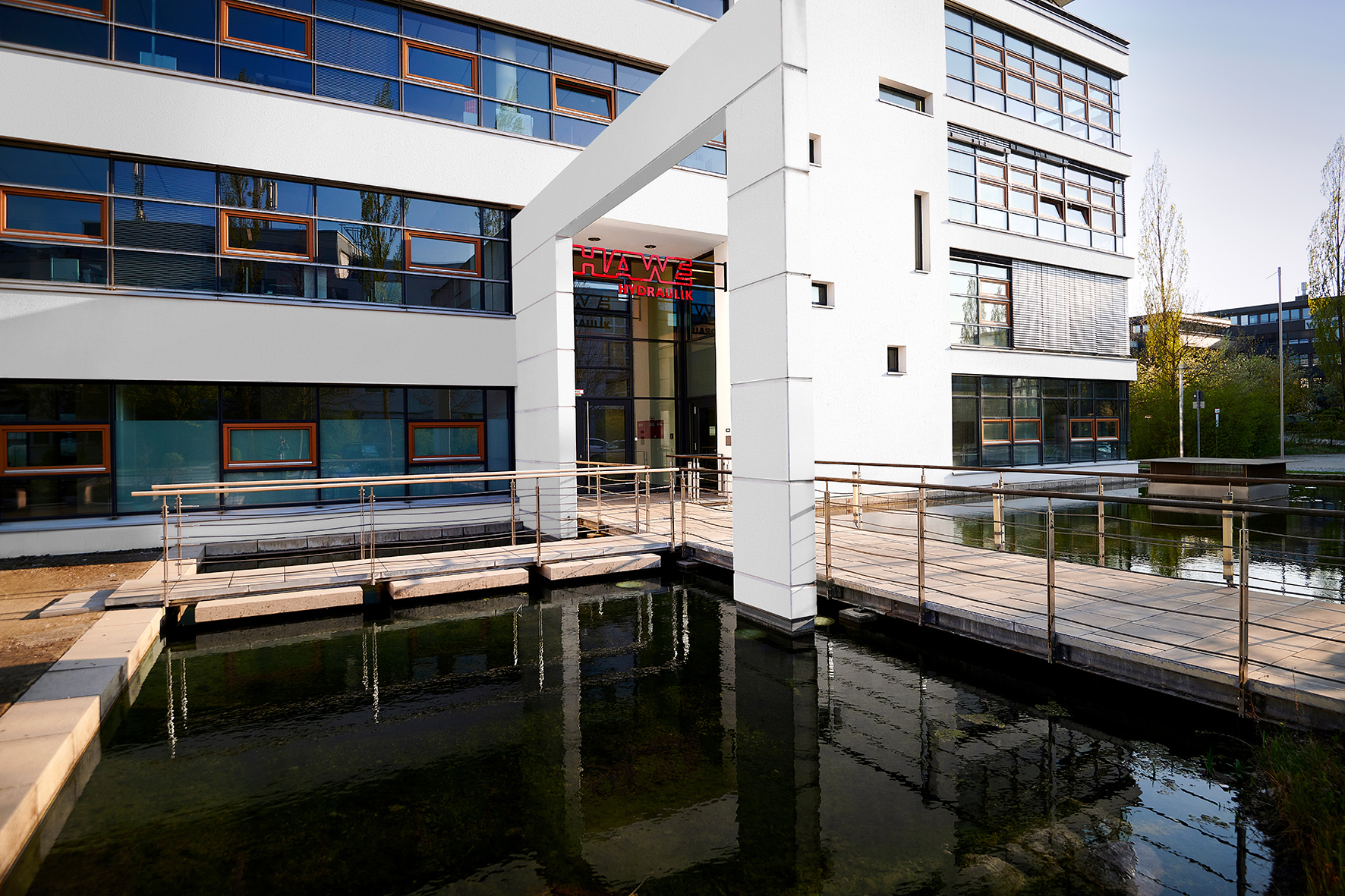
Stammsitz der HAWE Hydraulik SE in Aschheim bei München

Das Unternehmen wurde 1949 von Karl Heilmeier und Wilhelm Weinlein in München als Heilmeier und Weinlein, Fabrik für Oelhydraulik GmbH & Co. KG gegründet. Für den Firmennamen HAWE standen die Namen der beiden Firmengründer (Anfangsbuchstaben Ha+We) Pate. Das erste Produkt war eine Radialkolbenpumpe mit einem Betriebsdruck bis zu 700 bar. 1959 folgte die Markteinführung leckagefreier Sitzventile, 1968 proportionaler Load-Sensing-Schieberventile und 1998 eigener Steuerungselektronik.
1999 wurde die InLine Hydraulik GmbH für die Produktion von Axialkolben-Verstellpumpen übernommen. Nachdem 2002 HAWE Hydraulik zum Firmennamen wurde, erfolgte 2008 eine Umwandlung der Gesellschaftsform GmbH & Co. KG in SE (Europäische Aktiengesellschaft).
Seit der Gründung ist das Unternehmen inhabergeführt. Derzeit gibt es sieben Standorte in Deutschland. 2013 wurde ein neues Werk in Kaufbeuren gebaut, das 2014 eröffnet wurde und rund 600 Mitarbeiter beschäftigt. Die Produkte von HAWE Hydraulik werden weltweit über ein Vertriebsnetz mit 20 Tochtergesellschaften und Vertriebspartnern in über 40 Ländern vertrieben.
Gemeinsam mit dem VDMA beteiligt sich HAWE an einem Ausbildungszentrum in Gaborone.

## Produkte
Das Produktprogramm umfasst Mobilhydraulik und Industriehydraulik. Dazu gehören u. a. folgende Produkte: Hydropumpen, Hydraulikaggregate, Axialkolbenpumpen, Wegesitzventile, Wegeschieberventile, Stromventile, Druckventile, Sperrventile, Hydrozylinder, Speicherprogrammierbare Steuerungen und hydraulische Komplettsysteme.

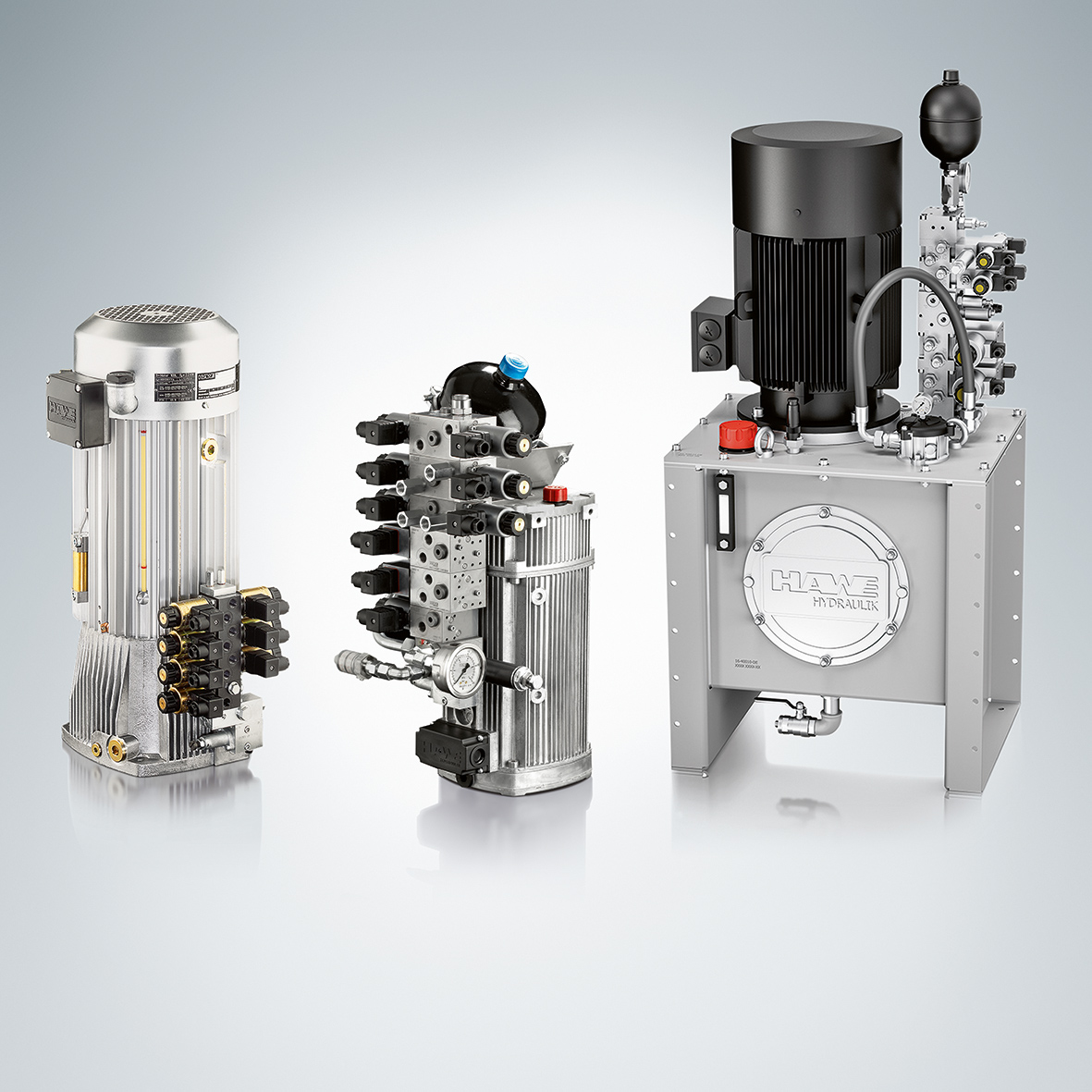
Hydraulikaggregate
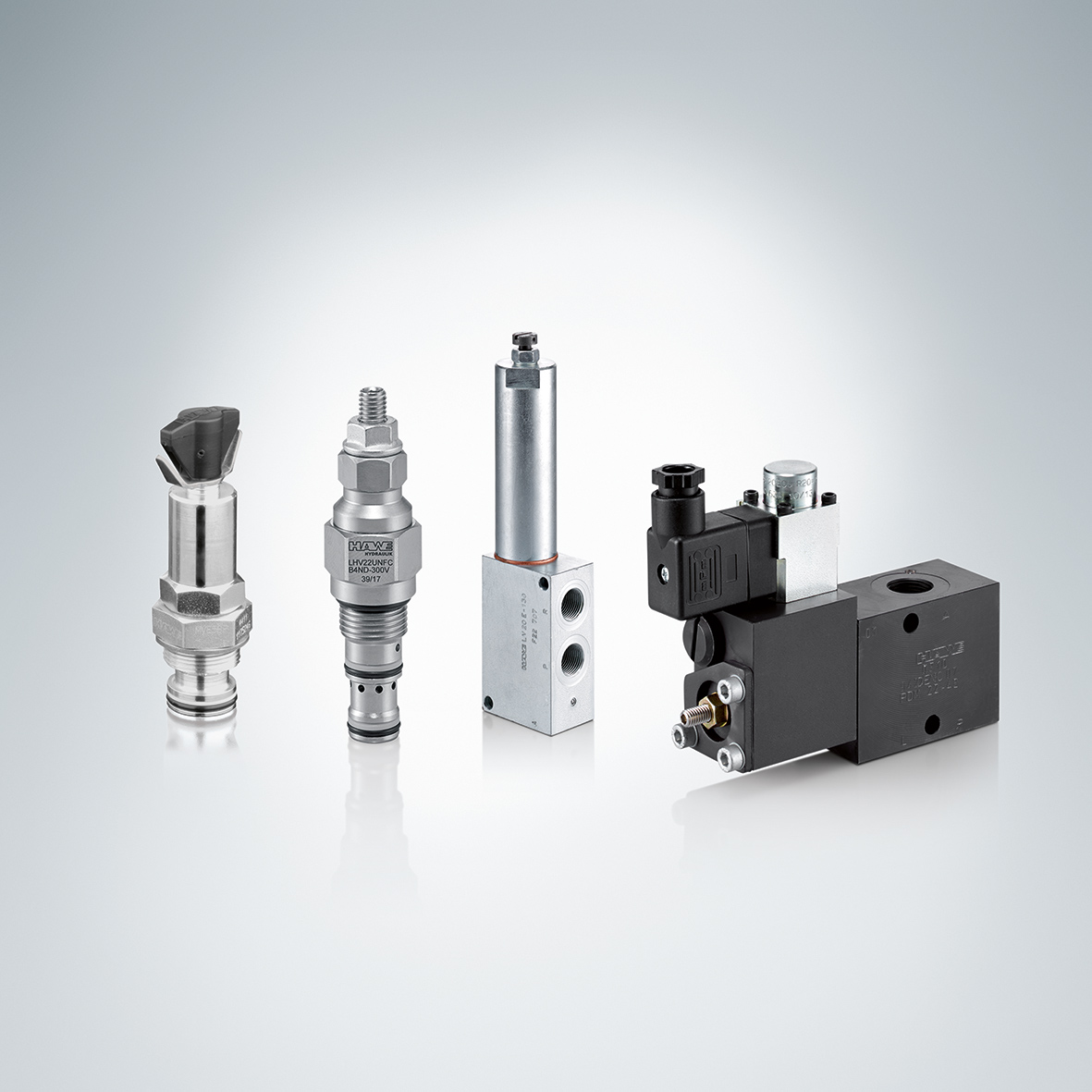
Druckventile
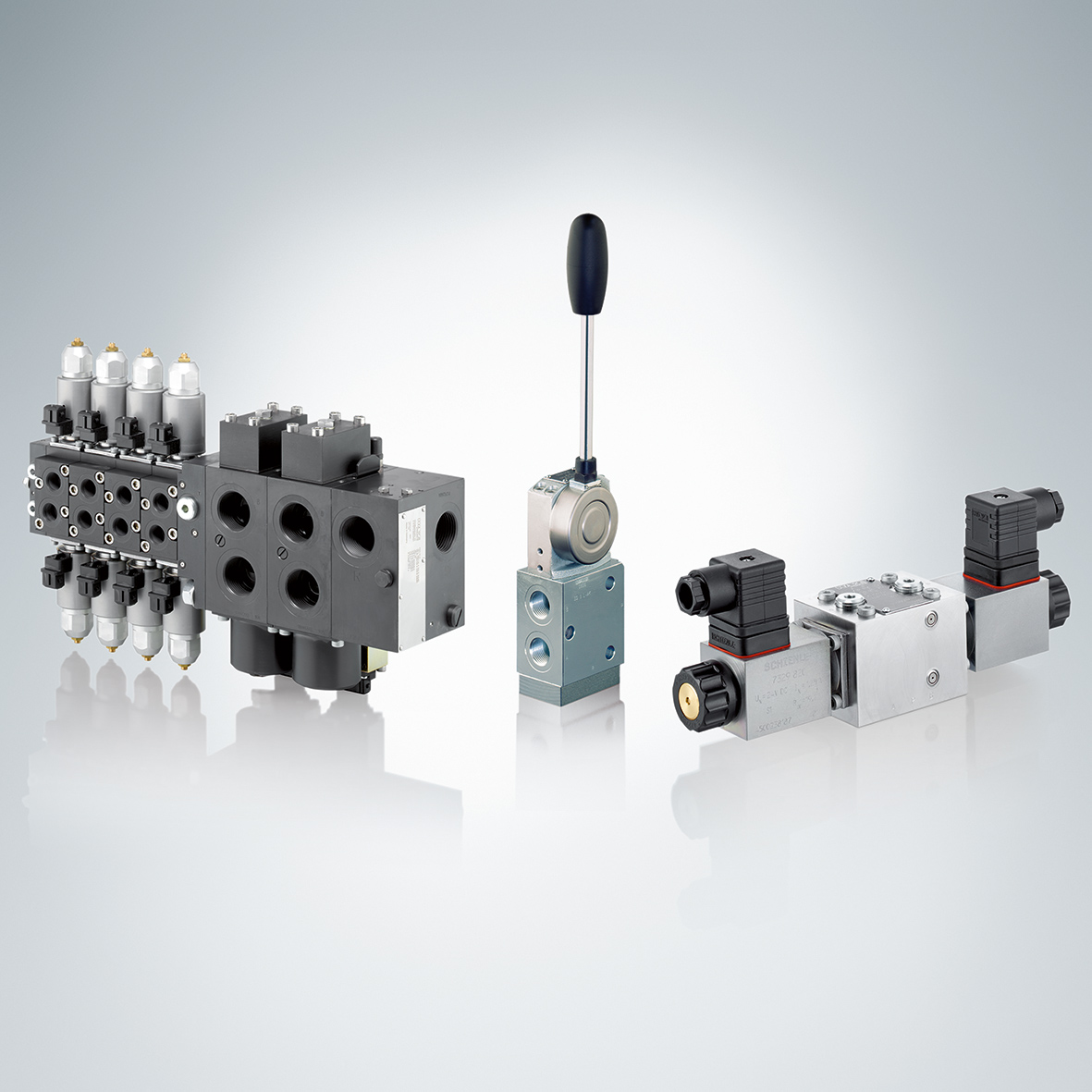
Wegeventile
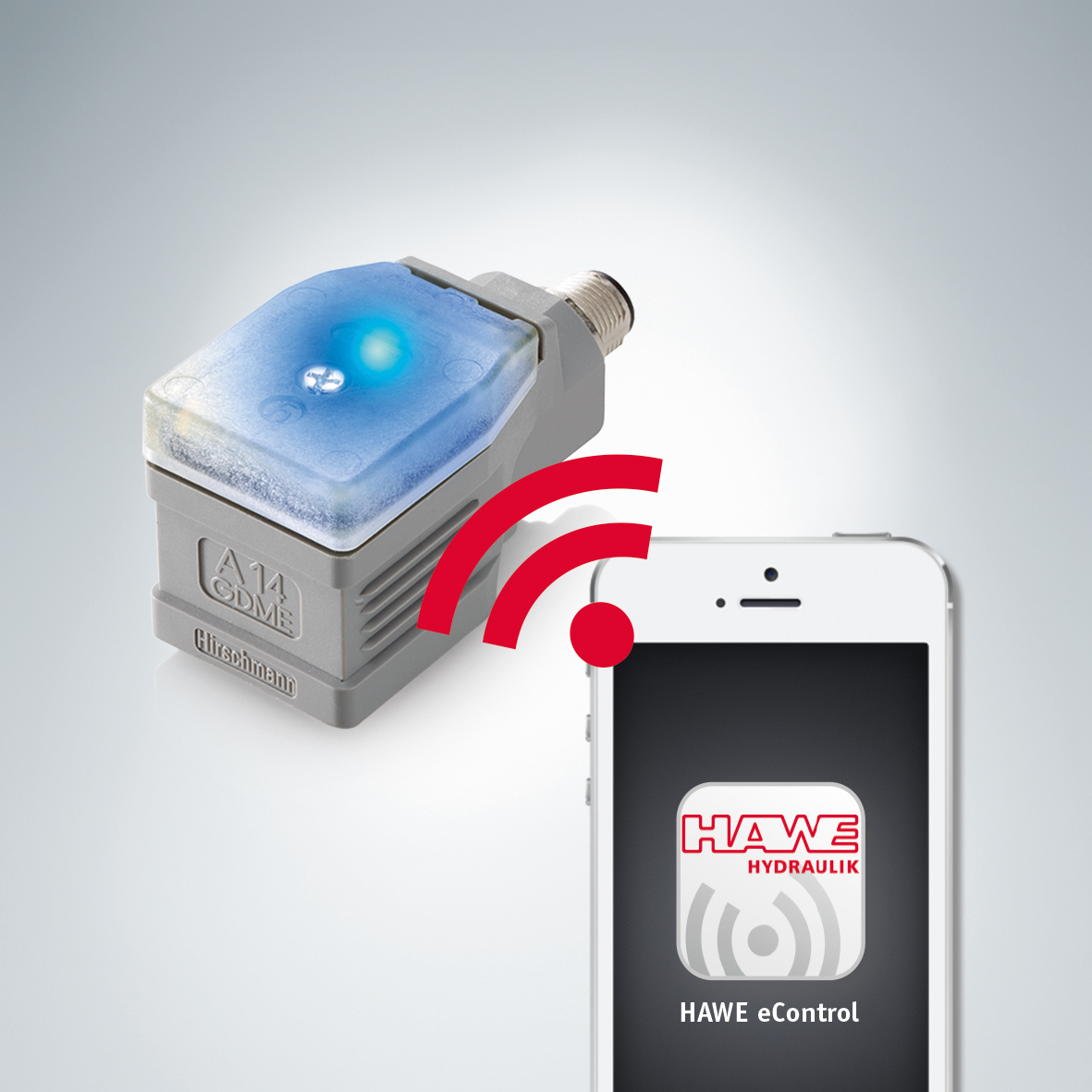
Elektronischer Proportionalverstärker